# Tasmansk rørhøne
Tasmansk rørhøne (latin: Tribonyx mortierii) er en fugleart, der lever på Tasmanien.